# Zweedse parlementsverkiezingen 1982

Resultaten per kiesdistrict, volgens belang (gewicht) van elk district. Elk kiesdistrict heeft de kleur van die partij die in het desbetreffende kiesdistrict het grootste aantal stemmen heeft gehaald.

Op 19 september 1982 trekken de Zweden naar de stembus om nieuwe vertegenwoordigers in de Riksdag, het parlement, te verkiezen.
Een jaar voor de verkiezingen verlaat de conservatieve Moderata samlingspartiet (M) de centrumrechtse coalitie (Centerpartiet (C), M en Folkpartiet (FP)) van premier Thorbjörn Fälldin. De Moderaterna kunnen niet leven met het door de regering gevoerde beleid op het vlak van belastingen. Traditioneel tonen de conservatieven zich immers steeds voorstander van belastingverlagingen.

## Resultaten en regeringsvorming
De Socialdemokraterna (S) en de Moderaterna mogen bij de winnaars van de verkiezingen worden gerekend. De conservatieven tekenen met 3,30% de grootste winst op en zijn nu 's lands tweede grootste partij. De overige twee centrumrechtse partijen, de uittredende regeringspartijen, moeten heel wat terrein prijsgeven. De C van premier Thorbjörn Fälldin moet iets meer dan 2,5% inleveren. De liberalen van de FP krijgen het grootste verlies aangesmeerd: zij verliezen zo'n 4,70%.
Na de langste oppositiekuur (1976-1982) voor de sociaaldemocraten sinds de jaren 1910, kan de sociaaldemocratische partij opnieuw aan de macht komen. Olof Palme, die al tussen 1969 en 1976, Zwedens eerste minister is geweest, neemt zijn oude functie opnieuw op.
| Partij                             | Partijleider      | Stemmen   | %       | ± %      | Zetels | ± Zetels |
| ---------------------------------- | ----------------- | --------- | ------- | -------- | ------ | -------- |
| Socialdemokraterna (S)             | Olof Palme        | 2 533 250 | 45,61   | ▲2,37%   | 166    | ▲12      |
| Moderaterna (M)                    | Ulf Adelsohn      | 1 313 337 | 23,64   | ▲3,30    | 86     | ▲13      |
| Centerpartiet (C)                  | Thorbjörn Fälldin | 859 618   | 15,48   | ▼2,59    | 56     | ▼8       |
| Folkpartiet (FP)                   | Ola Ullsten       | 327 770   | 5,90    | ▼4,69    | 21     | ▼17      |
| Vänsterpartiet kommunisterna (VpK) | Lars Werner       | 308 899   | 5,56    | ▼0,05    | 20     | —        |
| Kristen Demokratisk Samling (KDS)  | Alf Svensson      | 103 820   | 1,87    | ▲0,48    | 0      | —        |
| Miljöpartiet (MP)                  | —                 | 91 787    | 1,65    | ▲1,65    | 0      | —        |
| Overige partijen                   | —                 | 16 113    | 0,29    | —        | 0      | —        |
| Geldige stemmen                    | —                 | 5 554 602 | 100     | —        | —      | —        |
| Ongeldige stemmen                  | —                 | 52 001    | —       | —        | —      | —        |
| Totaal                             | Totaal            | 5 606 603 | (91,44) | ▲ (0,72) | 349    | —        |

1911 · 1914 · 1917 · 1920 · 1921 · 1924 · 1928 · 1932 · 1936 · 1940 · 1944 · 1948 · 1952 · 1956 · 1958 · 1960 · 1964 · 1968 · 1970 · 1973 · 1976 · 1979 · 1982 · 1985 · 1988 · 1991 · 1994 · 1998 · 2002 · 2006 · 2010 · 2014 · 2018 · 2022